# 나노스
나노스(Nanos, [ˈnaːnɔs]로 발음)는 슬로베니아 연안 지역 비파바 지방자치단체의 나노스산에 분산된 정착지이다.

## 이름
1955년에 정착지 이름이 라브니크(Ravnik)에서 나노스(Nanos)로 변경되었다.

## 교회
나노스산의 플레사 정상(Pleša Peak) 근처에 지어진 지역 교회는 히에로니무스에게 헌정되었으며 포드나노스(Podnanos) 사목구에 속한다.